# C.S.A.: The Confederate States of America
C.S.A.: The Confederate States of America és una pel·lícula de fals documental estatunidenca del 2004 escrita i dirigida per Kevin Willmott.
És un relat d'una història alternativa, on els Confederats guanyen la Guerra Civil Americana i estableixen uns nous Estats Confederats d'Amèrica que incorpora la majoria de l'Hemisferi Occidental, inclosos els antics Estats Units contigus, el "Cercle d'Or", el Carib i Amèrica del Sud. Detallant principalment esdeveniments polítics i culturals significatius de la història confederada des de la seva fundació fins a principis dels anys 2000, aquest punt de vista s'utilitza per satirizar qüestions i esdeveniments reals, i per aclarir la contínua existència del racisme contra els afroamericans.
La pel·lícula es va estrenar al Festival de Cinema de Sundance de 2004, i va ser estrenada als Estats Units el 15 de febrer de 2006 per IFC Films. Va rebre crítiques positives.

## Visió general
C.S.A.: The Confederate States of America està ambientada en una història alternativa on la Proclamació d'Emancipació d'Abraham Lincoln va fracassar. El President Confederat Jefferson Davis aprofita l'oportunitat per assegurar l'ajuda britànica i francesa per a la Confederació, permetent que les forces confederades guanyin la batalla de Gettysburg, assetjant Washington, D.C., i es farà càrrec de la Casa Blanca uns mesos més tard. Com a resultat, l'esclavitud a Amèrica sobreviu fins als nostres dies i altres esdeveniments històrics es veuen afectats en conseqüència.
La pel·lícula es presenta com si es tractés d'un documental dels British Broadcasting Services (BBS) (una paròdia de la British Broadcasting Corporation) que s'emet a un canal de televisió CSA a San Francisco, Califòrnia. S'obre amb una exempció de responsabilitat fictícia que suggereix que la censura va estar a prop d'impedir l'emissió, que el seu punt de vista podria no coincidir amb el de la xarxa i que podria no ser adequat per a la visualització dels nens i "servents". Pretén estar en desacord amb una interpretació confederada ortodoxa de la història nord-americana.
La pel·lícula retrata dos historiadors: Sherman Hoyle, un conservador sudista (una paròdia de Shelby Foote); i Patricia Johnson, una canadenc negre, com a caps parlants, fent comentaris.
Els presentadors del documental també segueixen al polític confederat i aspirant a la presidència del Demòcrata John Ambrose Fauntroy V (el besnét d'un dels fundadors de la C.S.A.) durant la seva campanya primària mentre s'enfronta a reptes per suposada ascendència negra. La narració explica imatges falses de notícies històriques, que es reprodueixen o es compilen d'imatges d'arxiu genuïnes dobladaes amb narració de ficció.
Els anuncis racistes apareixen com a pauses comercials, inclosos productes de consum, programes de televisió i pel·lícules, tots dirigits a famílies blanques propietaris d'esclaus. El text durant l'epíleg de la pel·lícula assenyala que parts de la línia temporal alternativa es basen en la història real i que alguns dels productes racistes representats com Oncle Ben i Tia Jemima existien realment en el moment de la producció de la pel·lícula (ambdós productes es van canviar de marca el 2020 després de les protestes per George Floyd.).

## Repartiment
- Rupert Pate com a Sherman Hoyle, un historiador estatunidenc confederat que parla molt bé dels valors estatunidencs confederats.
- Evamarii Johnson com a Patricia Johnson, una historiadora afrocanadenc els punts de vista de la qual se centren en els esclaus i les minories oprimides pel règim confederat.
- Larry Peterson com el senador John Ambrose Fauntroy V, descendent del senador confederat John Ambrose Fauntroy I i candidat demòcrata a la presidència el 2002.
- Charles Frank com a narrador del documental.
- Steve Jasen com la veu d'Abraham Lincoln
- Arlo Kasper com el vell Abraham Lincoln
- Kevin McKinney com a Blackface Abraham Lincoln
- Joyce Jefferson com a veu de Harriet Tubman
- Will Averill com a Blackface Harriet Tubman
- Brian Paulette com a Jefferson Davis
- Lauralei Linzay com a Varina Davis
- Sean Blake com a Adolf Hitler
- Glenn Q. Pierce com a veu de Robert E. Lee
- Marvin Voth com la veu de Walt Whitman
- John Staniunas com a veu de William Lloyd Garrison
- Greg Funk com a veu de Wendell Phillips
- Kevin Willmott com a veu de Frederick Douglass

## Producció
Kevin Wilmott va començar la producció de la pel·lícula amb el finançament del National Black Programming Consortium (NBPC) i va escriure el seu primer esborrany el 1997.
Willmott, que abans havia escrit un guió sobre l'abolicionista John Brown, va dir als entrevistadors que es va inspirar per escriure la història després de veure un episodi del documental de Ken Burns de 1990 The Civil War. Va ser produït per Hodcarrier Films.
La pel·lícula es va rodar a les ciutats de Humboldt, Newton i Lawrence de Kansas, amb un repartiment i un equip procedents del Estats de Kansas, Missouri i Iowa, així com de Colòmbia.

## Recepció
La pel·lícula va recaptar 744.165 dòlars a tot el món en estrena limitada.
A Rotten Tomatoes, la pel·lícula té un índex d'aprovació del 80% basat en les ressenyes de 66 crítics. A Metacritic la pel·lícula té una puntuació de 62 sobre 100 segons les ressenyes de 22 crítics, indicant "Revisions generalment favorables". La majoria dels crítics estaven intrigats per la premissa de la pel·lícula, però alguns van trobar que l'execució mancava principalment a causa d'un pressupost baix. El 2018 James Berardinelli va escriure: "La pel·lícula és, en definitiva, més interessant en la sàtira que la presentació d'una línia temporal alternativa legítima. Això no invalida l'enfocament de C.S.A., però limita la seva eficàcia com una mena de mirada Twilight Zone als darrers 150 anys."

## Estrena
Una versió anterior de la pel·lícula es va estrenar el 21 de febrer de 2003 al Liberty Hall de Lawrence (Kansas), mentre que la pel·lícula es va estrenar per segona vegada, al Festival de Cinema de Sundance el gener de 2004.
El gener de 2004, després de l'estrena de la pel·lícula al Festival de Cinema de Sundance, IFC Films va adquirir els drets de distribució de la pel·lícula als Estats Units.
La pel·lícula va rebre una estrena limitada a algunes ciutats del sud el 7 d'octubre de 2005, i més tard va rebre una estrena en cinemes el 15 de febrer de 2006.

### Mitjans domèstics
La pel·lícula va ser estrenada en DVD per IFC Films (distribuït per Genius Products) el 8 d'agost de 2006.